# سيميون فيليبس
سيميون فيليبس (بالإنجليزية: Simeon Phillips)‏ هو سياسي أسترالي، ولد في 1847 في أستراليا، وتوفي في 22 فبراير 1925 في نفس البلد. انتخب عضو الجمعية التشريعية نيو ساوث ويلز.